# Давньоіранські мови
Давньоіранські мови — низка споріднених давніх іранських мов, що походять від спільної праіранської мови та сформувалися в період між серединою II тис. до н. е. та до VIII ст. до н. е. — від часу розділення спільної індо-іранської (арійської) мовної групи до моменту першої письмової фіксації іранських мов.
При розгляді питання щодо давньоіранських мов, слід окреслити наступне:
- праіранська мова ніколи не була чимось монолітним та одноманітним, це була сукупність діалектів, які різнилися між собою, інколи досить значно; власне термін праіранська мова вельми умовний;
- аналогічна й схематичність та умовність періодизації іранських мов, кожна з яких йшла своїм шляхом розвитку, й під впливами різних факторів — етнічних, соціальних, політичних інколи швидше, інколи повільніше проходила відповідні щаблі змін у фонетиці, граматиці, лексиці, й все це за жодних умов не відбувалося раптово чи в одночас, а проходило повільно, від покоління до покоління носіїв мови;
- базовим критерієм класифікації іранських мов залишаються історико-фонетичні мовні ознаки, інші мовні ознаки можуть долучатися лише додатково.

До давньоіранських мов, які більш-менш засвідчені в джерелах відносять наступні:
- авестійська мова — мова Авести;
- давньоперська мова — мова групи перських племен, яка після утворення  імперії Ахеменідів була однією з офіційних мов цієї держави;
- мідійська мова — мова мідійських племен, офіційна мова Мідійського царства; відома лише з різних іншомовних джерел (антропоніми, топоніми);
- мова скіфів-сколотів — мова причорноморських скіфів-сколотів, відома лише з іншомовних джерел, переважно давньогрецьких (власні імена, географічні назви).

| Праіранська | Авестійська SIL: ave | Давньоперська SIL: peo | Мідійська SIL: xme | Сколотська SIL: — |
| ----------- | -------------------- | ---------------------- | ------------------ | ----------------- |
| *b          | *β / *b-             | *b                     | *b                 | *β                |
| *g          | *γ / *g-             | *g                     | *g                 | *γ                |
| *d          | *δ / *d-             | *d                     | *d                 | *l / *δ           |
| ši̭          | *šii                 | *šiy                   | *šy                | ?                 |
| *hṷ         | *xv                  | *uv                    | *f                 | *xṷ (?)           |
| *xm         | *xm                  | m                      | *xm                | ?                 |
| *nź         | *z                   | *nz                    | *nz                | ?                 |
| *si̭         | *s/*sii              | *θy                    | *sy                | *sy               |
| *śṷ         | *sp                  | *s                     | *sp                | *sp               |
| *ś          | *s                   | *θ                     | *s                 | *s                |
| *sr         | *sr                  | *ç                     | *sr                | ?                 |
| *št         | *št                  | *st                    | *št                | *št(?)            |
| *θi̭         | *θii                 | *šy                    | *θy                | ?                 |
| *θr         | *θr                  | *ç                     | *θr                | ?                 |
| *θṷ         | *θβ                  | *θuv                   | *θṷ                | *t                |
| *z          | *z                   | *d                     | *z                 | *z                |
| *zn         | *šn/*sn              | *šn                    | *zn                | ?                 |
| *zṷ         | *zuu/*zb             | *z/*zb                 | *zb                | ?                 |
| *xšt        | *xšt                 | ?                      | *xšt               | *xt               |
| *ršt        | *ršt                 | ?                      | *ršt               | *rt               |
| *aṷ         | *ao                  | *au                    | *au                | *ō                |
| *ai̭         | *aē /*ōi/*e          | *ai̭                    | *ai̭                | *i/ī              |
| *xt         | ?                    | *xt                    | *xt                | *γd               |